# Pedro María Anaya
Pedro Bernardino María de Anaya (Huichapan, 20 maggio 1795 – Città del Messico, 21 marzo 1854) è stato un politico e militare messicano.
È stato Presidente del Messico per due periodi ad interim, dall'aprile al maggio 1847 e dal novembre 1847 al gennaio 1848.
Ha avuto un ruolo importante come ufficiale militare durante la guerra messico-statunitense.